# Liste der spanischen Botschafter in Guatemala
| Ernennung/Akkreditierung | Name                                       | Bemerkungen                                                                                         | Posten verlassen |
| ------------------------ | ------------------------------------------ | --------------------------------------------------------------------------------------------------- | ---------------- |
| 1954 Oktober             | Mariano Vidal Tolosana                     | († 1960)                                                                                            | 1960             |
| 1960                     | Ángel Sanz Briz                            | [ 2 ]                                                                                               | 1961             |
| 1962                     | José Antonio Giménez Arnáu                 | (* 8. Mai 1912; † 27. Januar 1985)                                                                  | 1962             |
| 1964                     | Emilio Garrigues y Díaz-Cañabate           | († 23. Juni 2006) von 1975 bis 1981 Botschafter in Bonn, Bruder von Antonio Garrigues Díaz-Cañabate |                  |
| 1967                     | Santiago Tabanera Ruiz                     | [ 5 ]                                                                                               | 1971             |
| 1969                     | Justo Bermejo Gómez                        | | 1972             |
| 1975                     | Carlos Manzanares y Herrero                | († 11. Dezember 1999 in Madrid)                                                                     | 1979             |
| 1979                     | Jaime Ruiz del Arbol y Soler de Cornella   | (* 1941; † 31. Januar 1980)                                                                         | 1979             |
| 1979                     | Máximo Cajal y López                       | (* 15. Februar 1935 in Madrid)                                                                      | 1980 Januar 31.  |
| 1980                     | ---                                        | |                  |
| 1985                     | José Luis Crespo de Vega                   | (*18. Februar)                                                                                      | 1988             |
| 1988                     | Juan Pablo de Laiglesia González de Peredo | [ 7 ]                                                                                               | 1992             |
| 1992                     | Manuel Piñeiro Souto                       | [ 8 ]                                                                                               |                  |
| 1997                     | Victor Luis Fagilde Gonzalez               | [ 9 ]                                                                                               |                  |
| 2001 Februar 23.         | Ramón Gandarias Alonso de Celis            | (* 25. November 1946 in Madrid)                                                                     |                  |
| 2004                     | Juan López-Doriga Pérez                    | [ 11 ]                                                                                              | 2008             |
| 2008                     | María del Carmen Díez Orejas               | (* 30. August 1964 in Madrid)                                                                       |                  |
| 2011                     | Manuel María Lejarreta Lobo                | |                  |
| 2015                     | Alfonso Manuel Portabales Vázquez          | |                  |